# Колливадино, Пио
Пио Колливадино (исп. Pío Collivadino; 20 августа 1869 года, Буэнос-Айрес — 26 августа 1945 года, там же) — аргентинский художник, работавший преимущественно в направлении постимпрессионизма. 
Колливадино обучался живописи в Societá Nazionale de Buenos Aires, культурном сообществе аргентинцев итальянского происхождения. В 1889 году он отправился в Рим, где в 1891 году был принят в Академию Святого Луки. Там его наставником был художник и архитектор Чезаре Мариани. Колливадино принимал участие в работе над фресками в здании Конституционного суда Италии.

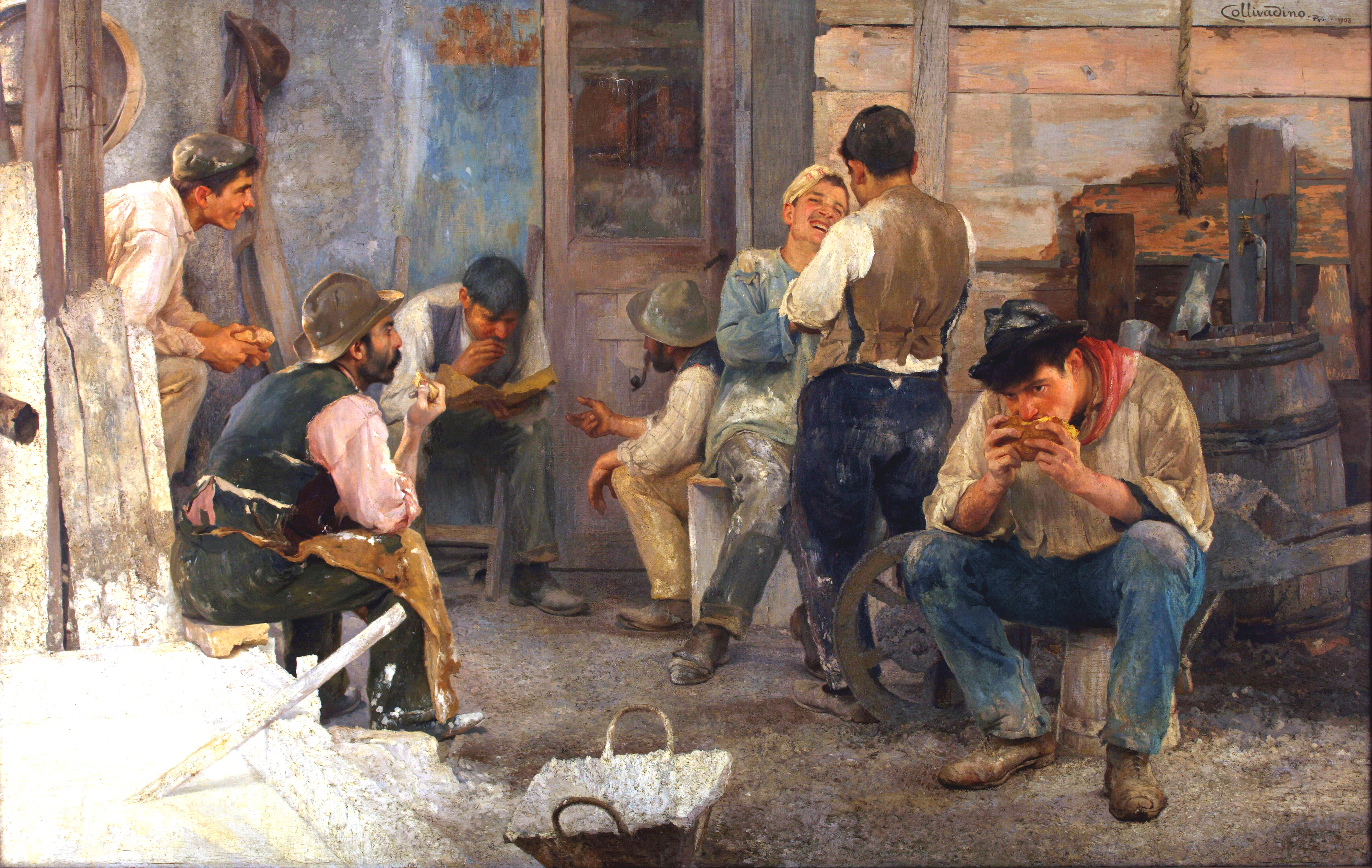
La hora del almuerzo, 1903.

В 1896 году Колливадино вернулся в Аргентину, где вскоре стал известен благодаря своим литографиям в стиле романтизма. С 1903 по 1907 год работы Колливадино трижды были представлены на международных выставках в Венеции, где его картина «Время отдыха» (исп. La hora del reposo), также известная как «Время обеда» (исп. La hora del almuerzo), удостоилась золотой медали. Этот успех определил его переход к постимпрессионизму, не пользовавшегося поддержкой среди аргентинских покровителей искусства. В итоге Колливадино присоединился к Grupo Nexus, группе, возглавляемой художниками Фернандо Фадером и Мартином Маларро, а также скульптором Рохелио Ируртией. Группа несмотря на первоначальный остракизм способствовал популяризации постимпрессионизма в стране. В 1905 году Колливадино был удостоен ордена Короны Италии и стал почётным членом Академии Брера.
Колливадино стал востребованным художником в Аргентине. В 1908 году он был назначен директором Академии изящных искусств в 1908 году и занимал видное место в проходившей в 1910 году Международной выставке столетия в Буэнос-Айресе. В последующие годы Колливадино создал наиболее известные свои работы. Также он был назначен директором сценографии в театре Колон.
В 1939 году Колливадино помогал в организации Школы изящных искусств Прилидиано Пуэйрредона и музея Эрнесто де ла Карковы. С 1941 по 1944 год он занимал пост директора Школы изящных искусств Прилидиано Пуэйрредона, но в итоге был вынужден в отставку после установления в Аргентине диктатуры Педро Пабло Рамиреса, чья культурная политика была враждебна европейскому влиянию.
Пио Колливадино умер в Буэнос-Айресе в 1945 году, в возрасте 76 лет.

## Галерея

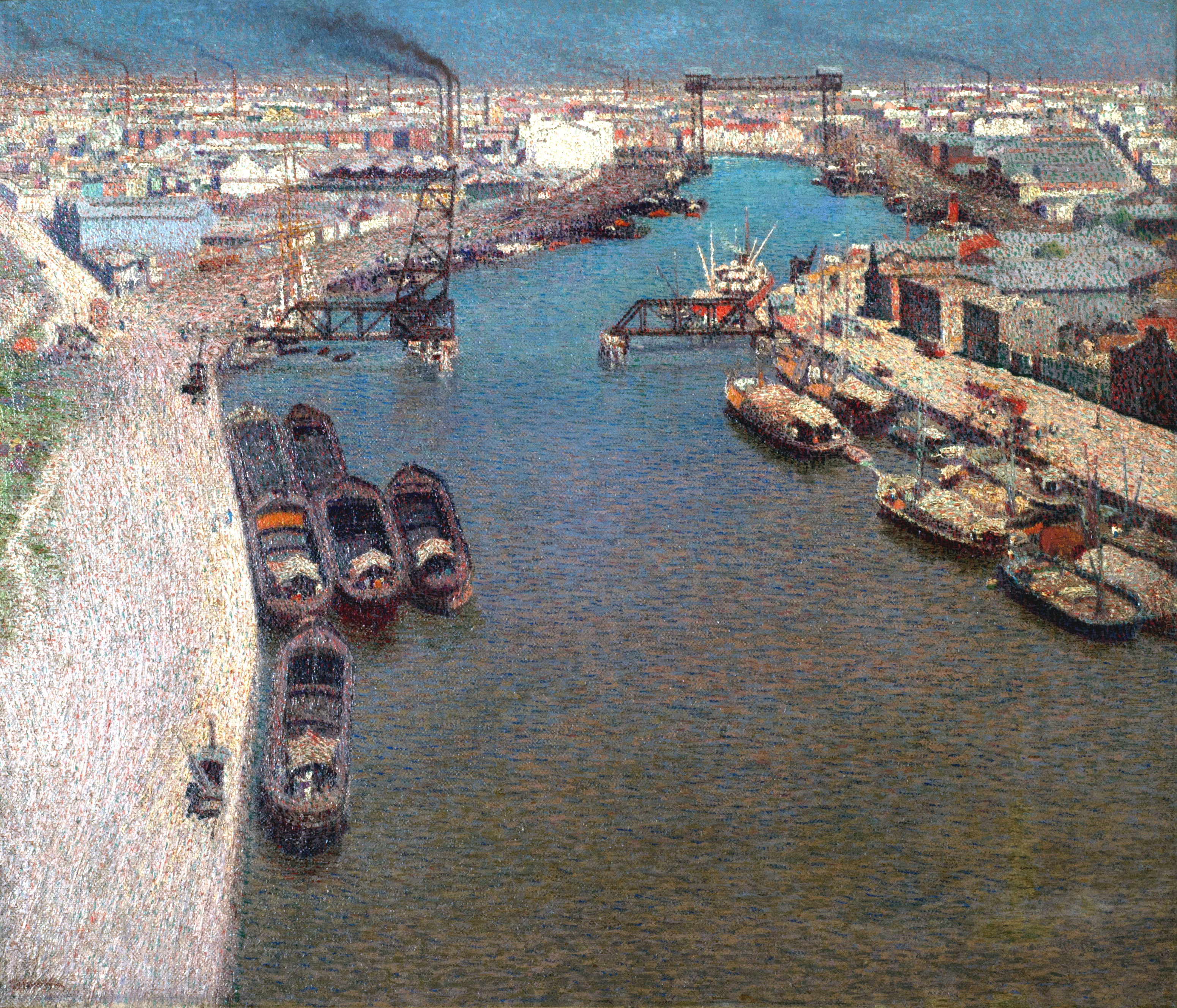
Залив, 1916. Национальный музей изящных искусств (Буэнос-Айрес).
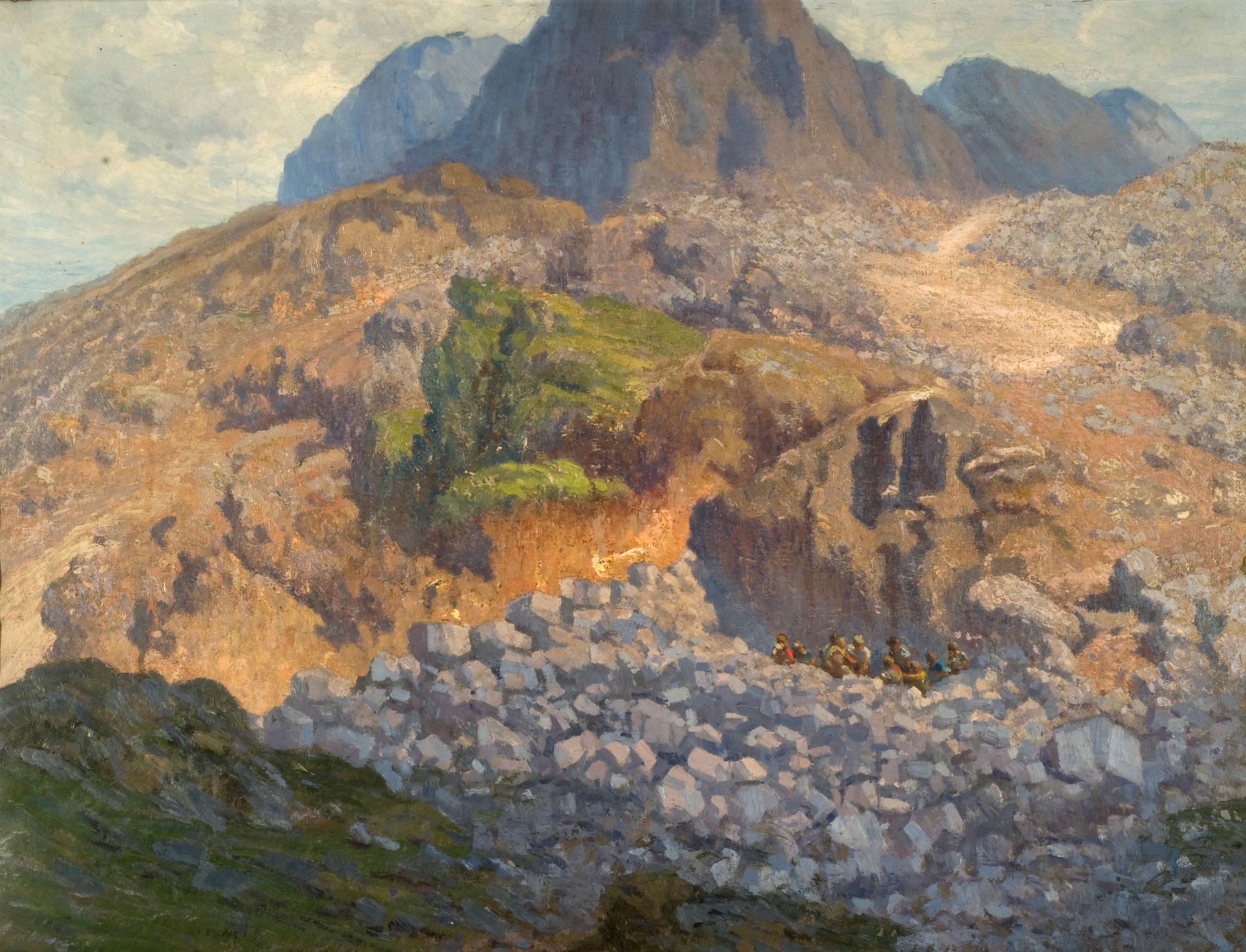
Тандильский пейзаж. Национальный музей изящных искусств (Буэнос-Айрес).
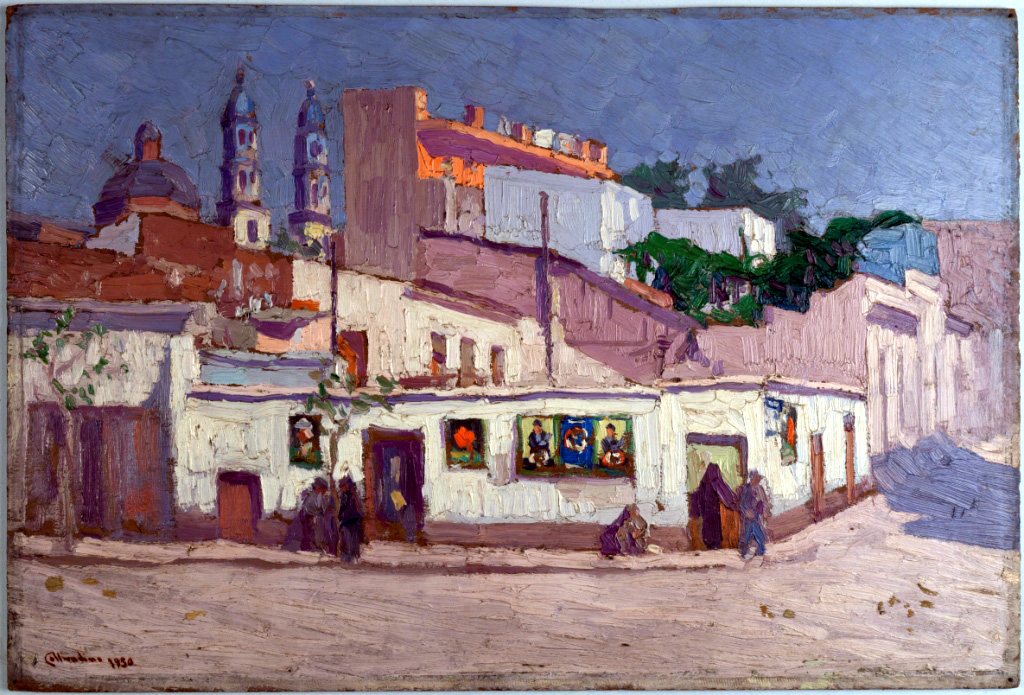
Церковь Сан-Тельмо, около 1930.
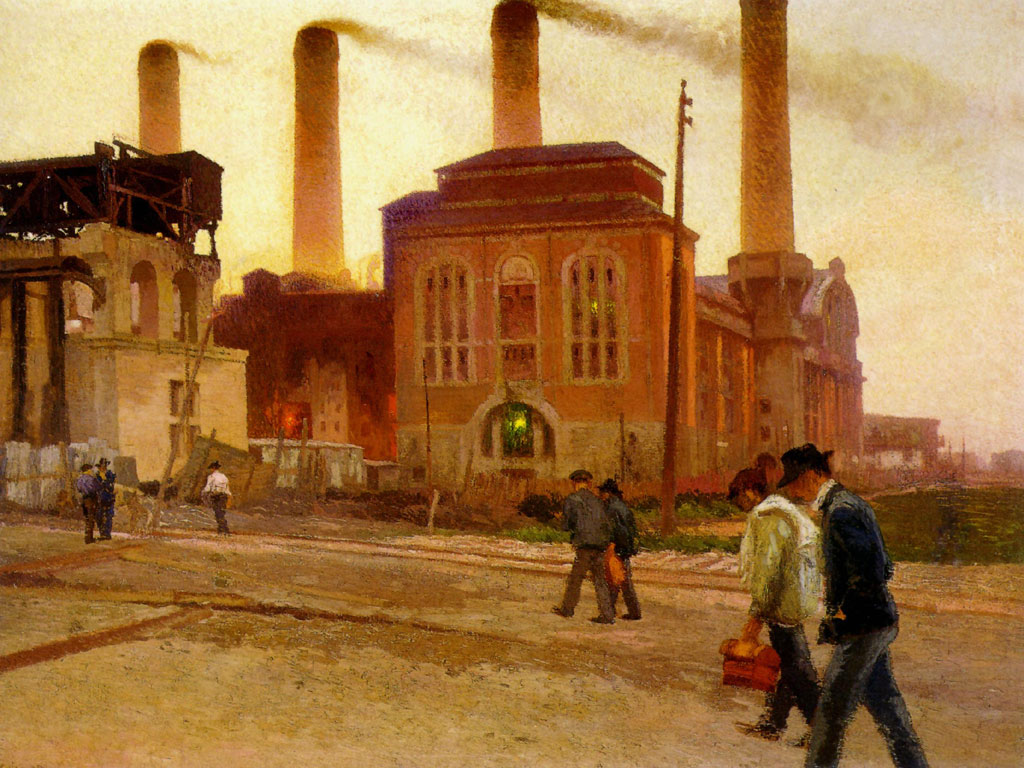
Завод в Буэнос-Айресе, 1914.